# Saarhaus
Saarhaus ist ein Gemeindeteil der Gemeinde Issigau im Landkreis Hof (Oberfranken, Bayern). Saarhaus liegt in der Gemarkung Issigau.

## Geografie
Die Einöde liegt am Südhang einer Erhebung des Frankenwalds (557 m ü. NHN). Ein Wirtschaftsweg führt nach Neuenmühle zur Staatsstraße 2198 (0,5 km nördlich) bzw. nach Heinrichsdorf (0,4 km südöstlich).

## Geschichte
Von 1797 bis 1810 unterstand Saarhaus dem Justiz- und Kammeramt Hof. Infolge des Ersten Gemeindeedikts wurde Saarhaus dem 1812 gebildeten Steuerdistrikt Issigau und der zugleich entstandenen Ruralgemeinde Issigau zugewiesen.

### Einwohnerentwicklung
| Jahr      | 1861  | 1871  | 1885  | 1900   | 1925   | 1950   | 1961   | 1970   | 1987  |
| Einwohner | 3     | 11    | 6     | 5      | 5      | 3      | 2      | 2      | 0     |
| Häuser    |       |       | 1     | 1      | 1      | 1      | 1      |        | 1     |
| Quelle    | [ 7 ] | [ 8 ] | [ 9 ] | [ 10 ] | [ 11 ] | [ 12 ] | [ 13 ] | [ 14 ] | [ 1 ] |

## Religion
Saarhaus ist evangelisch-lutherisch geprägt und bis heute nach St. Simon und Judas (Issigau) gepfarrt.